# Hermann von Kern

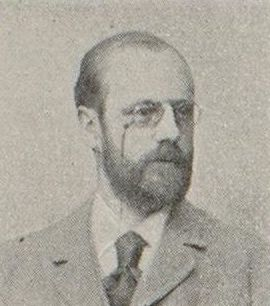
Hermann von Kern

Hermann Kern, ab 1901 von Kern, (* 6. Februar 1854 in Stuttgart; † 1. April 1932 ebenda) war ein württembergischer Verwaltungsjurist, Ministerialbeamter, Mitglied der Württembergischen Landstände und Richter am Württembergischen Verwaltungsgerichtshof. Ab 1906 trug er den Titel Staatsrat.

## Leben
Nach dem Studium der Rechtswissenschaften an den Universitäten Tübingen, Göttingen und Berlin und entsprechenden Höheren Justizdienstprüfungen, wurde Kern 1881 Assessor im württembergischen Departement für Kirchen- und Schulwesen. Er durchlief die Ebenen Regierungsrat, Ministerialrat und Ministerialdirektor. Ab 1900 war er bis 1918 lebenslang ernanntes Mitglied der Württembergischen Landstände in der Ersten Kammer, lediglich von 1907 bis 1910 in der Zweiten Kammer. 1906 wurde er zum Staatsrat ernannt sowie ordentliches Mitglied im Geheimen Rat, zudem ständiger Rat im Staatsministerium. 1912 lehnte er das Angebot ab, Staatsminister des Departements für Kirchen- und Schulwesen zu werden.
Ebenfalls 1906 wurde Kern zum ordentlichen Mitglied des Württembergischen Verwaltungsgerichtshofes, dessen Präsident er von 1916 bis 1924 war. Von 1914 bis 1924 war er zudem Vorstand der Zentralleitung für Wohltätigkeit sowie Leiter des Stuttgarter Fürsorgeheims.
Er war seit dem Studium Mitglied der Studentenverbindung Akademische Gesellschaft Stuttgardia Tübingen. Von Kern war seit 1883 mit Maria, geb. Hufnagel verheiratet, das Paar hatte eine Tochter und einen Sohn.

## Ehrungen
- 1901: Ehrenkreuz des Ordens der Württembergischen Krone
- 1908: Kommenturkreuz des Ordens der Württembergischen Krone, später mit Stern
- 1911: Kommenturkreuz I. Klasse des Friedrichsordens
- Silberne Jubiläumsmedaille
- Ehrendoktorwürde (Dr. phil. h.c.) der Universität Tübingen
- Ehrensenator der Universität Tübingen